# 오타케 유
오타케 유(일본어: 大竹優, 2001년 11월 14일 ~ )는 일본의 바둑 기사이다. 혼슈 주부 지방 나가노현 출신으로 일본기원 소속의 6단이다.

## 경력
일본 혼슈 주부 지방 나가노현에서 태어났다. 초등학교 입학 전에 공민관에서 바둑 체험 교실에 참가했고, 이때 바둑에 입문했다. 초등학교 4학년으로 소년소녀바둑대회의 나가노현 대표 선발 대회에 출전하여 초등학생부 A 클래스에서 우승했다. 초등학교 5학년 봄, 일본기원 중부 총본부의 원생이 되어 요시오카 카오루 문하에 들어갔다. 2015년 일본기원 중부 총본부 기사 채용시험 본선에서 8승 2패로 1위를 차지했고 이듬해 1월 1일 입단했다.
2017년 2단으로 승단했고, 2018년 천원전 본선에 출전했지만 우바이이에게 패배해 탈락했다. 2019년 3단으로 승단했고, 기성전 본선에 출전했지만 시다 다쓰야에게 패했다. 기성전 C리그에 출전하여 4승 1패로 2위에 올랐다. 2020년, 3단 중에서 전년도 상금 랭킹 1위를 하여 4단으로 승단했다. 왕관전에 도전기 출전했지만 이다 아쓰시에 패배했고, 기성전 B리그 제2조에 출전하여 2승 5패로 최하위가 되어 탈락했다.
2021년 5단으로 승단했고, 천원전에 출전했지만 쉬자위안에 패배해 탈락했다. NHK컵 TV 바둑 토너먼트에 첫 출전하여 1회전에서 유키 사토시에게 승리했지만 2회전에서 린한제에게 패배했다. 기성전 C리그에 출전하여 3승 2패로 잔류했다. 왕관전 도전기에 출전했지만 이다 아쓰시에게 패했다. 2022년 6단으로 승단했다.